# Pentlandit
Pentlandit je železov nikljev sulfid, ki se v naravi pojavlja v bazičnih magmatskih kamninah skupaj z drugimi sulfidnimi minerali. Po navadi je v trdi motni masi bronasto rumene barve s kovinskim sijajem. 

## Nahajališča
Pomembno nahajališče pentlandita je Bushveld v Južni Afriki, veliki rudniki tega minerala pa so tudi v kraju Sudbury v Ontariu (Kanada). Na teh dveh lokacijah pridobijo iz pentlandita veliko niklja. V Ontariu je nahajališče pentlandita v velikem meteorskem kraterju.
Manjša nahajališča pentlandita so tudi v Zaliv Voiseys v Kanadi, v Zahodni Avstraliji, Namibiji, v Brazilijim pa tudi v Norilsku v Rusiji.